# Хеннил

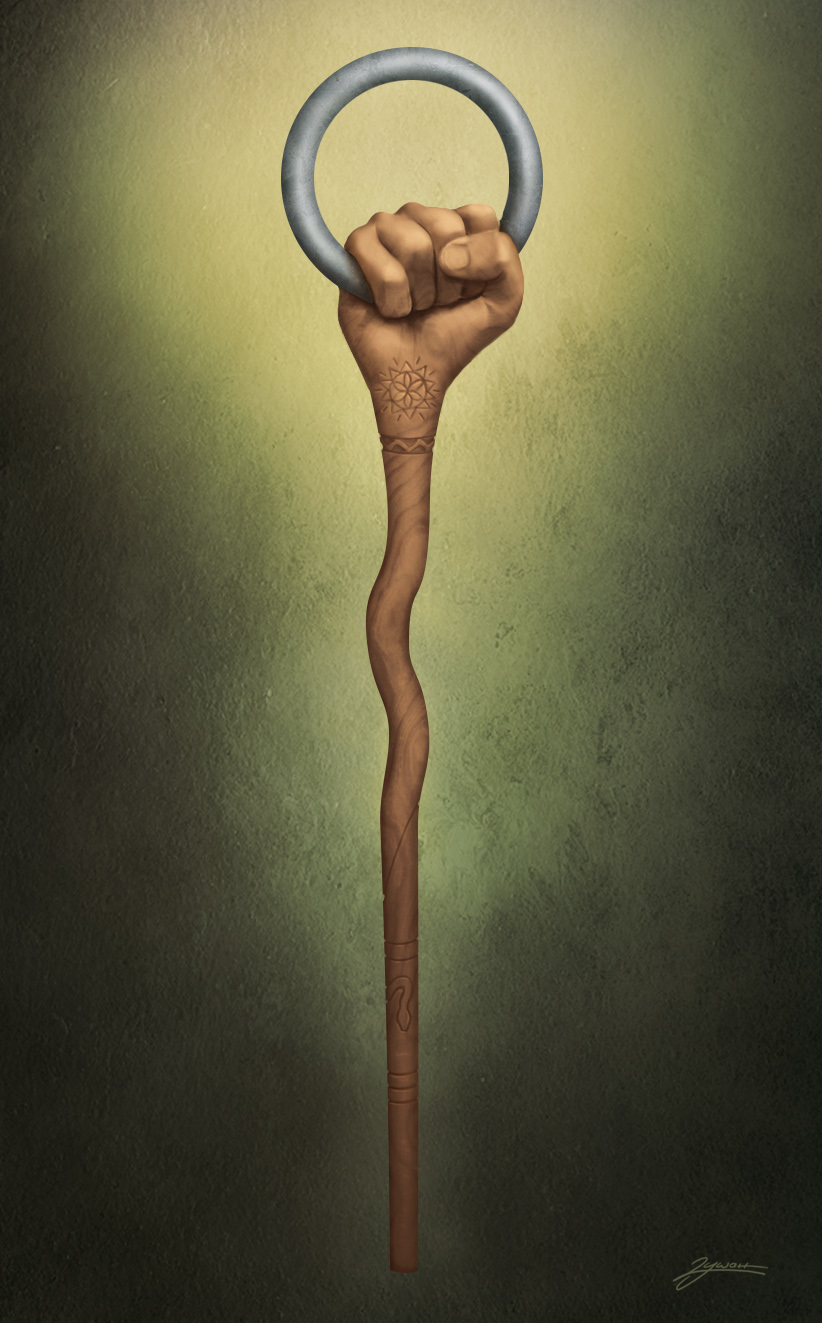
Современное изображение, Душан Божич, 2021

Хеннил или Бендил — предполагаемое славянское сельскохозяйственное божество, которому поклонялись полабские славяне. Он упомянут в Хронике Титмара Мерзебургского как бог, представленный посохом, увенчанным рукой, держащей кольцо, которое интерпретируется как символ плодородия. Однако нет единого мнения о подлинности этого божества.

## Хеннил
Бог по имени Хеннил появляется только в «Хронике Титмара», епископа Мерзебургского. Он описывает ситуацию 1017 года в своей епархии Зюльфельд (лат. Silivellun), где на дом женщины напали демоны. Затем он мимоходом упоминает языческий обряд:

Жители, которые редко ходят в церковь, вообще не заботятся о своих священниках. Они истово поклоняются своим домашним богам и, в надежде на какую-то выгоду для себя, приносят им жертвы. Я слышал рассказ о пастушьем посохе, увенчанном рукой, держащей железный круг, который пастух той деревни, в которой он находился, носил из дома в дом, и как только он входил [в дом], его носитель кричал: «Берегись, Хеннил, берегись!», ибо таково было его название на их деревенском языке, а затем, за пиршеством, глупцы дружелюбно спорили о том, чтобы оставить его у себя.
Оригинальный текст (лат.)Nam habitatores illi raro ad aecclesiam uenientes, de suorum uisitatione custodum nil curant. Domesticos colunt deos, multumque sibi prodesse eosdem sperantes, hiis inmolant. Audiui de quodam baculo; in cuius sumitate manus erat, unum in se ferreum tenens circulum, quod cum pastore illius uillae, in quo is fuerat, per omnes domos has singulariter ductus, in primo introitu a portitore suo sic salutaretur: Vigila, Hennil, uigila!—sic enim rustica uocabatur—lingua et epulantes ibi delicate, de eiusdem se tueri custodia stulti autumabant.

Подлинность и природа бога являются предметом споров. Теодор Нарбут связал этот теоним с литовским божеством Гониглисом, упомянутым Мацеем Стрыйковским в шестнадцатом веке, божеством пастухов, чье имя он связал с польским словом gonić «гнаться». Адам Нарушевич прочитал имя как Хонидло или Гонидло и признал его богом стражей. На этом основании Игнац Ян Гануш пришел к выводу, что Хеннил был эквивалентом Гониглиса, бога пастухов, и среди чехов и словаков ему якобы поклонялись как Хонидло, Хонило, Гонидло. Якоб Гримм в своей «Немецкой мифологии» объединил теоним с польским словом hejnał в значении «красное небо утром» и «песня поклонения восходящему солнцу».
Другие ученые также предполагали, что Хеннил мог быть германским (саксонским) богом, например, Теодор Зибс пришел к выводу, что Хеннил был уменьшительным от Хенно (Один), бога смерти, пробуждающегося света и весны. Он также был признан германским богом Генриком Ловмянским или Владиславом Дзевульским.
Сегодня Хеннил часто считается псевдобожеством – предполагается, что Титмар считал обычную палку, используемую в ритуале, божеством; это часто упускается из виду в научных публикациях. Александр Брюкнер прежде всего указал, что около 1010 года звук h (отличный от ch) еще не существовал в славянских языках, он также отверг его связь с литовским Goniglis и со словом hejnał, которое является заимствованием из венгерского. Он считал Hennil немецким именем, а не именем славянского или немецкого бога.  Славист и лингвист Лешек Мосиньский предложил считать слово Hennil уменьшительным от древневерхненемецкого heno «петух», и что петух, который является символом бдительности, мог быть включен в заклинание, упомянутое Титмаром.  Жерар Лабуда считал, что это слово произошло в результате неправильного понимания приветствия «эй-нет!». В конечном итоге этимология теонима бога не установлена.
Историчность божества защищает историк Станислав Росик. По его словам, признание Хеннила в качестве названия оссуария, используемого во время ритуала, проблематично, поскольку Титмар регулярно связывал понятие «божество» с понятием «идол». Кроме того, в Ветхом Завете описания последователей языческих богов были напрямую связаны с поклонением дереву или палке, поэтому Титмар мог знать, что божества изображались не только антропоморфно. Он также указывает, что Титмар пишет о поклонении славян «домашним богам», о чем также писал Гельмольд из Босау 150 лет спустя, что также может указывать на то, что Хеннил был местным богом, имя которого, возможно, произошло от имени предка, что может вызвать трудности в понимании имени.

## Бендил
Важное открытие сделал филолог Хуан Антонио Альварес-Педроса Нуньес из Мадридского университета Комплутенсе. Как он отмечает, запись о Хенниле основана на оригинальной рукописи, поскольку она могла быть по крайней мере частично написана самим Титмаром, но в конечном итоге имеет до восьми разных авторов. Части текста, которые не были написаны Титмаром, содержат много ошибок, что может быть связано с тем, что они были написаны с помощью диктатора, и Книга VII, в которой упоминается Хеннил, является одной из таких частей. Однако существует вторая рукопись Хроники, написанная в монастыре Корвей, которая является более новой, но не обязательно менее надежной из-за этого.  Альварес-Педроса Нуньес обнаружил, что в отрывке, посвященном Хеннилу, в этой рукописи есть два отличия: вместо родительного падежа a portitore он содержит ab omnibus, что придает больше смысла приветствию, полученному божеством, а теоним написан как Bendil.
По мнению Альвареса-Педроса Нуньеса, эта запись теонима решает проблему этимологии. Теоним Bendil мог бы произойти от регулярной эволюции праиндоевропейской основы *bʰendʰ- «связывать, соединять», ср. санскритское बन्धन, bandhana «связь», древнегреческое πεῖσμα, peîsma «верёвка» или готское 𐌱𐌹𐌽𐌳𐌰𐌽, 'bindan «связывать». Примечательно, что в пастырском словаре литовского языка он находит семантический эквивалент: bandà «стадо, табун». Теоним Bendil(o) мог бы содержать суффикс -ilo, также встречающийся в имени другого славянского мифологического персонажа, Ярило.  Основа со значением «связывать», вероятно, типична для аграрных божеств, которые защищают и гарантируют клятвы, о чем свидетельствует символ в виде посоха с кольцом, и она, вероятно, встречается в слове βέννος, vénnos, означающем «плодородие», «урожай», которое встречается во фригийском теониме Ζεῦς Βέννιος, Zeûs Vénnios. Он указывает, однако, что этот теоним не имеет эквивалентов среди других славян.